# Deopalpus scutellaris
Deopalpus scutellaris là một loài ruồi trong họ Tachinidae.